# 鈴木貞一
鈴木 貞一（すずき ていいち、1888年〈明治21年〉12月16日 - 1989年〈平成元年〉7月15日）は、日本の陸軍軍人。近衛内閣と東條内閣で国務大臣・企画院総裁を務めた。最終階級は陸軍中将。正三位勲二等。戦後A級戦犯として告訴された。通称「背広を着た軍人」。「三奸四愚」の一人。

## 略歴
千葉県山武郡芝山町山中で、大地主である鈴木八十吉の長男として生まれる。横芝光町の私塾成蹊学舎を経て東京の京北中学校を卒業後は、満州の森林開発に携わることを志望し、東京帝国大学農学部を受験する予定だったが、直前に受験した陸軍士官学校に合格した事から、当時陸軍騎兵大佐だった加瀬倭武の勧めもあって陸士へ進学することとなった。

### 陸軍軍人時代
1910年（明治43年）に陸軍士官学校（22期）、1917年（大正6年）に陸軍大学校（29期）を卒業。陸大では英語と中国語を専攻し、卒業後も支那問題に関する研究を続けたことから、参謀本部の支那班・作戦課での勤務を命じられ、上海及び北京、武漢に駐在した。
1927年（昭和2年）11月、深山亀三郎らと共に木曜会を結成。1929年（昭和4年）5月19日、永田鉄山・東條英機・板垣征四郎・石原莞爾ら陸軍中堅将校が結成していた二葉会と木曜会が合流して結成された一夕会のメンバーにもなった。1931年（昭和6年）三月事件に参加する。
鈴木は前述の通り、「背広を着た軍人」と呼ばれていたように、実戦部隊での経験はあまり無く、対外的・官僚的な仕事に携わるケースが多かった。のちに語ったところによると、もともと河本大作や石原莞爾らと語り合って満洲を中国から分離し日本の勢力圏とする案を持ち、有名な植民地主義者の森恪に持ち込み、奉天総領事の吉田茂やニューヨーク総領事の斎藤博の協力も得てオブラートに包んだ案を作り、政官界に運動したという。この原案が俗にいう田中上奏文（参照：田中上奏文#鈴木貞一説）に、オブラート案が1927年の東方会議での「対支政策綱領」につながったともいわれる。
1931年（昭和6年）の満州事変勃発に伴い、軍務局勤務になると同時に、自らが代表となって満蒙班を立ち上げ、ほぼ独断といった状態で満洲政策を推し進めることとなる。その際、外務省の白鳥敏夫や衆議院議員の森恪と連携して国際連盟脱退論を主張し、軍部における連盟脱退推進派としてその名が知れ渡るようになる。
1933年（昭和8年）に情報機関の新聞班長となるが北京駐在以来、通信社に勤務していた古野伊之助との縁も深い。古野は企画院時代に鈴木門下となった革新官僚である逓信官僚の奥村喜和男とも縁が深い。
1936年（昭和11年）の二・二六事件の際には、山下奉文と共に青年将校の説得に当たった。この時期の鈴木は皇道派と統制派の分裂後も双方に近い立ち位置にあり、事件の青年将校にも同情的であったが、事件以降は巧みに統制派に鞍替えし、やがて東條英機の側近にのぼりつめていくこととなった。同じく皇道派に近かった山下が事件以降に不遇に陥り、逆に統制派だった武藤章が後に東條と対立して山下の部下に転じたケースとは対照的である。このことから鈴木を陸軍内部で稀にみるオポチュニストだとする見解も少なくない。
二・二六事件後、皇道派の左遷人事の一環で満州に左遷され、1938年（昭和13年）4月14日に第3軍参謀長となる。

### 中央復帰と政界入り
陸軍での失脚後、近衛文麿に接近する。同年12月16日、近衛に取り立てられて興亜院政務部長に就任し、1941年4月まで務める。1940年（昭和15年）8月1日、中将昇進。同年12月23日、興亜院総務長官心得に就任した。
1941年（昭和16年）4月4日、予備役編入となる。それと同時に、第2次近衛内閣国務大臣兼企画院総裁に就任した。以後、第3次近衛内閣・東條内閣でそれぞれ国務大臣を務める。東條内閣の際には、イギリスのインド植民省を真似て大東亜省を設立して、外務省のアジア関係の権限を事実上陸軍に移管し、自らが事実上の外務大臣になろうとしたが、大臣には青木一男が任命されて、失敗に終わっている。

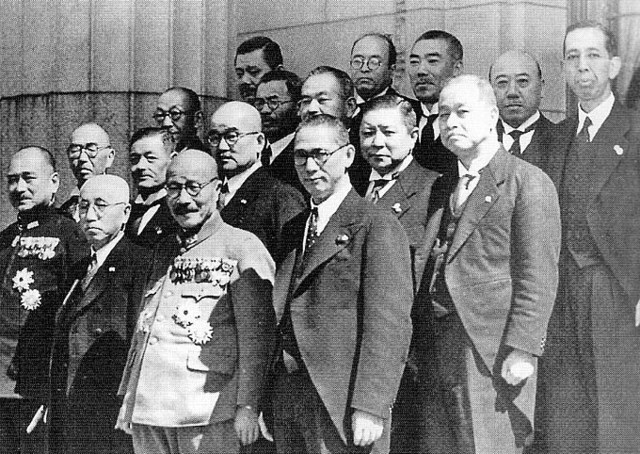
1941年　東條英機内閣の閣僚たち（東條の右隣りが鈴木貞一）

東條内閣時、帝国議会の閣僚席は内閣総理大臣の隣で、東條英機に近い重要閣僚であることを印象づけている。東條内閣発足時の記念撮影でも、東條の横に写っている。ニュース映画では、農林大臣井野碩哉が進み出ようとするのを遮って、最前列に出たのが確認できる。
太平洋戦争開戦直前の1941年（昭和16年）10月-12月の御前会議において、日本の経済力と軍事力の数量的分析結果に基づき、開戦を主張した。会議において鈴木は、ABCD包囲網等により石油が禁輸されてしまった以上、3年後には供給不能となり、産業も衰退し軍事行動も取れなくなり、支那だけではなく満洲・朝鮮半島・台湾も失ってしまうだろう、と主張した。故に、昭和天皇に「座して相手の圧迫を待つに比しまして、国力の保持増進上有利であると確信致します」と述べたうえで、米英蘭と開戦して、南方資源地帯を占領することが必要不可欠だ、ということを説明した。
また、戦後の鈴木へのインタビューによれば、企画院総裁就任の当初、船舶の損耗率の問題で対米戦争は困難という分析結果を発表していたが、東條内閣の成立と同時に、海軍が責任を持って損耗率を抑えるから大丈夫だと主張したため、「心配はない。この際は戦争した方が良い」という見解に変わった、と述べている。加えて、前述の通り、物資がないために開戦に踏み切ったのであって、日中戦争が泥沼化した時点で、既に開戦は不可避だったと認識していた、とも語っている。
1942年（昭和17年）2月に大東亜建設審議会幹事長に就任した。
1943年（昭和18年）10月8日に貴族院議員に就任して、内閣顧問、大日本産業報国会会長を務める。

### 戦後

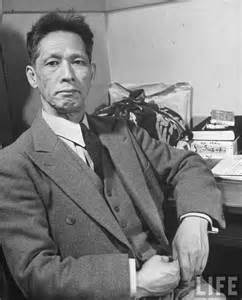
鈴木貞一（1950年）

終戦後の1945年（昭和20年）12月3日にA級戦犯に指定された。極東国際軍事裁判で鈴木がA級戦犯として告訴された最大の要因は前述の御前会議において開戦を主張したことにあるとされている。終身禁錮の判決を受け服役する。
1955年（昭和30年）9月17日に橋本欣五郎、賀屋興宣とともに仮釈放されて、1958年（昭和33年）に赦免された。
長年、朝になると発声による健康管理を行っていた。特に巣鴨プリズン収監中は、鈴木の声が獄中の目覚まし代わりになっていたという。
NHK特集『スガモプリズン解体』（1971年6月25日放送）出演時のインタビューでは、東京裁判について「連合軍が我々を裁く根拠がない。そう言ったら、彼らは『人民の名に於いて』とか言った。人民の名などという法的根拠はない。結局、戦争に負けたから、我々は裁かれるのだ」と語っていた。
赦免後は、「電力王」と呼ばれた松永安左エ門の要請で産業計画会議委員へ一度就いたが、岸信介内閣成立後の1959年（昭和34年）に、自民党から参院選出馬への要請を受けるも、「もう私の時代は終わった」「一度、頂点の舵取りを誤った者は、二度とその職に付くべきではない」と拒否して、公的な役職に就くことはなかった。しかし、保守派の御意見番として、自民党の国会議員から意見を求められることが多く、佐藤栄作のブレインとして彼を支え続けたほか、岸信介や福田赳夫、三木武夫など自民党の実力者とも懇意にしていたと言われている。
1973年（昭和48年）に自邸があった東京都世田谷区から千葉県芝山町山中の生家へ転居し、世間と一切の交流を断つ形で静かな余生を送った。近所の住民からは、「閣下」と呼ばれていた。
NHK特集『戒厳指令 交信ヲ傍受セヨ ～二・二六事件秘録～』（1979年2月26日放送）では、NHKの取材に応じてVTRの形で出演し、二・二六事件当時の様子を語っている。この番組は、事件当時戒厳司令部によって傍受・録音された鈴木及び家族の肉声が放送されている。この時の取材と録音内容については、番組のプロデューサーだった中田整一の著書『盗聴 二・二六事件』（文藝春秋、2007年）に記されている。NHKの取材を受けた当時の鈴木は卒寿（90歳）を迎えていたがダンディな服装で現れ、記憶力や会話も極めて明晰で、中田を驚かせたという。
1989年（平成元年）、芝山町山中の自宅で老衰により亡くなった。100歳没。A級戦犯として起訴された人物としては最長寿であり、唯一平成まで存命した最後の生き残りであった。葬儀は東京都杉並区の福相寺で営まれ、葬儀委員長は福田赳夫が務めた。

## 年譜
- 1910年（明治43年）
  - 5月 - 陸軍士官学校を卒業した（22期）。
  - 12月 - 少尉に昇進した。豊橋市の歩兵第18連隊附となる。
- 1913年（大正2年）12月 - 中尉に昇進した。
- 1917年（大正6年）1月 - 陸軍大学校を卒業した（29期）。
- 1918年（大正7年）7月 - 参謀本部附に勤務した。
- 1919年（大正8年）
  - 1月 - 研究生として大蔵省に派遣される（～10月）。
  - 10月 - 井上三郎大尉と私費で中国へ旅行する。
- 1920年（大正9年）
  - 4月 - 大尉に昇進した。参謀本部員（支那斑）となる。
  - 4月 - 尼港事件調査の為にニコライエフスクへ出張する（～10月）。
  - 11月 - 上海駐在武官補佐官となる。
- 1922年（大正11年）2月 - 参謀本部員（作戦課）となる。
- 1923年（大正12年）8月 - 参謀本部附（北京駐在）となる。
- 1925年（大正14年）12月 - 少佐に昇進した。久留米市の歩兵第48連隊附となる。
- 1926年（大正15年）
  - 8月 - 歩兵第48連隊の大隊長となる。
  - 12月 - 支那に出張する（～1927年5月）。
- 1927年（昭和2年）
  - 1月 - 蔣介石の工作に参加する為、宇垣一成の命令で武漢へ出張。
  - 6月 - 張作霖の工作に参加する為、山梨半造と共に北京へ出張。
- 1929年（昭和4年）
  - 2月 - 満蒙問題解決の情報収集の為に、イギリスへ出張する（～10月）。
  - 12月 - 支那公使館付の武官補佐官となる（北京駐在）。
- 1930年（昭和5年）3月 - 中佐に昇進する。
- 1931年（昭和6年）
  - 1月 - 軍務局附となる。
  - 8月1日 - 軍務局課員（支那班長）となる。
- 1933年（昭和8年）
  - 8月1日 - 新聞班長となる。
  - 12月20日 - 大佐に昇進する。
- 1934年（昭和9年）3月5日 - 陸軍大学校の教官となる。
- 1935年（昭和10年）5月25日 - 内閣調査局の調査官となる。
- 1936年（昭和11年）8月1日 - 小倉市の歩兵第14連隊長となる。
- 1937年（昭和12年）11月1日 - 少将に昇進する。第16師団司令部附となる（内閣企画院調査官）。
- 1938年（昭和13年）
  - 4月14日 - 第3軍の参謀長となる。
  - 12月16日 - 興亜院の政務部長となる。
- 1940年（昭和15年）
  - 8月1日 - 中将に昇進する。
  - 12月23日 - 興亜院の総務長官心得となる。
- 1941年（昭和16年）4月4日 - 予備役に編入される。企画院の総裁となる。
- 1943年（昭和18年）
  - 10月 - 8日、貴族院議員となる[7]（～1945年（昭和20年）12月3日[8]）。
  - 11月 - 内閣顧問となる（～1944年（昭和19年）10月）。
- 1944年（昭和19年）9月 - 大日本産業報国会の会長となる（～1945年（昭和20年）8月）。

## 栄典
- 1911年（明治44年）3月10日 - 正八位[9][10]
- 1914年（大正3年）2月10日 - 従七位[9][11]
- 1919年（大正8年）3月20日 - 正七位[9][12]
- 1924年（大正13年）5月15日 - 従六位[9][13]
- 1929年（昭和4年）7月1日 - 正六位[9]
- 1934年（昭和9年）2月1日 - 従五位[9][14]
- 1937年（昭和12年）12月1日 - 正五位[9][15]
- 1940年（昭和15年）12月2日 - 従四位[16]
- 1941年（昭和16年）4月15日 - 従三位[17]
- 1943年（昭和18年）5月1日 - 正三位[18]

勲章等
- 1920年（大正9年）11月1日 - 勲五等双光旭日章[9]
- 1928年（昭和3年）11月2日 - 勲四等瑞宝章[9]
- 1934年（昭和9年）
  - 2月7日 - 勲三等瑞宝章[9][19]
  - 4月29日 - 旭日中綬章[9]
- 1940年（昭和15年）
  - 8月15日 - 紀元二千六百年祝典記念章[20]
  - 8月16日 - 勲二等瑞宝章[9][21]

外国勲章佩用允許
- 1944年（昭和19年）7月20日 - 満州国国勢調査紀念章[22]